# Spodoptera plagiata
Spodoptera plagiata är en fjärilsart som beskrevs av Walker 1856. Spodoptera plagiata ingår i släktet Spodoptera och familjen nattflyn. Inga underarter finns listade i Catalogue of Life.